# Tatouage UV
 (avril 2016).

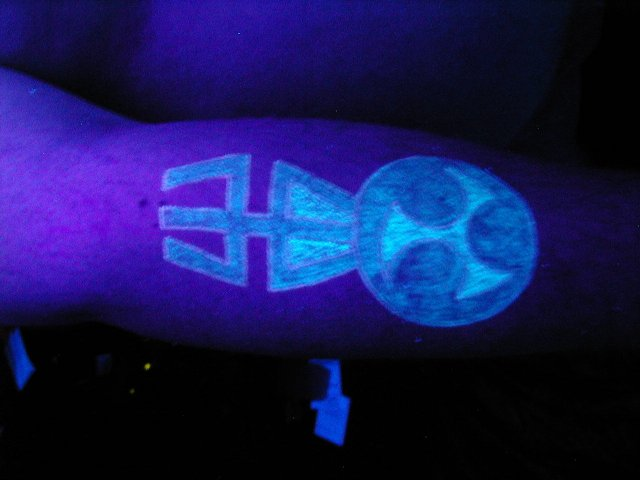

Le tatouage UV ou tatouage lumière noire est un tatouage fait avec une encre spéciale visible sous les lampes à rayons ultraviolets. En fonction de l'encre, ceux-ci peuvent être presque invisibles dans les environnements non-UV. Ce genre de tatouage est donc souvent choisi par ceux qui désirent un tatouage plus recherché.

## Intérêt
Du fait de leurs caractéristiques, les tatouages UV sont en particulier très populaires dans le contexte des rave parties.
Bien que ces tatouages soient considérés comme presque invisibles à la lumière normale, le dermographe utilisé peut avoir laissé des marques ou même des cicatrices, qui resteront visibles. Le tatouage UV devient visible à la lumière UV, sous laquelle il peut luire dans une gamme de couleurs allant du blanc au violet, selon l'encre choisie. Certaines encres colorées peuvent être également visibles à la lumière normale, tout en se mettant à luire sous une lumière ultra-violette ; cependant, certaines encres pour les tatouages UV ne sont pas aussi lumineuses à la lumière normale que les encres de tatouage classiques, et peuvent alors manquer d'éclat.

## Controverse

### Arguments contre les tatouages UV
Aux États-Unis, aucune encre utilisée pour le tatouage n'a été approuvée par la Food and Drug Administration, car celle-ci ne s'est jamais occupée du contrôle des encres ou des pigments utilisés pour le tatouage. L'argument selon lequel l'encre utilisée pour les tatouages UV aurait été approuvée par la FDA n'est pas recevable dans la mesure où certaines encres réactives aux UV n'ont pu être approuvées par la FDA que dans un strict contexte alimentaire, tel que le marquage de certains aliments, comme le poisson.
D'autre part, les encres utilisées pour le tatouage UV peuvent être beaucoup plus chères que les encres utilisées pour les tatouages normaux.
Quelques personnes ont subi des réactions aux ingrédients qui se trouvent dans l'encre (particulièrement dans l'encre au phosphore), allant de démangeaisons mineures à la dermatite. Bien que des personnes ayant fait des tatouages UV aient eu des effets visibles sur leur peau, n'importe quelle encre peut causer une réaction. Cela peut être le résultat de ne pas avoir protégé le tatouage des rayons UV dans les trois mois qui suivent le processus de tatouage ou en utilisant des crèmes parfumées ou des lotions sur la zone tatouée. Cela peut endommager l'encre, l’amenant à devenir une encre de couleur normale sous n'importe quelle lumière. Les encres UV bleues sont connues pour tourner à la couleur jaune ou légèrement à la couleur brune dues à une exposition au soleil[pas clair]. Les encres UV noires sont connues pour devenir colorées sous toutes sortes de lumières. Par conséquent, il peut paraitre comme un tatouage classique[pas clair].

### Arguments en faveur des tatouages UV
Au cours des dernières années, les formules pour les tatouages faits à l'encre UV ont été améliorées. De ce fait, il est devenu plus fréquent d'entendre des retours positifs avec peu ou pas de réaction aux encres utilisées.
Les tatouages peuvent être pour la plupart du temps invisibles, ce qui convient bien à ceux qui n'ont qu'un choix limité pour placer leur tatouage (à cause de leur métier par exemple), et qui peuvent donc choisir de ne montrer leur tatouage sous les lampes UV ou sous la lumière noire.

## Problèmes d'applications
Les encres UV ne sont pas aussi brillantes sous la lumière normale que les encres classiques, et ne se mélangent pas lors de l'application, contrairement aux encres classiques. Leur effet sera terni si on utilise l'encre normale par-dessus. Seuls des tatoueurs très expérimentés devraient appliquer des tatouages à l'encre UV et devraient avoir à disposition une lampe noire pour vérifier leurs travaux.
Le tatouage UV prend plus de temps qu'un tatouage normal, car les encres UV sont moins épaisses et plus difficiles à utiliser que les encres normales ; de plus, le tatouage UV doit être fréquemment essuyé et vérifié sous la lumière noire pendant sa réalisation.